# Fairfield, Iowa
Fairfield là một thành phố thuộc quận Jefferson, tiểu bang Iowa, Hoa Kỳ. Năm 2010, dân số của thành phố này là 9464 người.

## Dân số
Dân số qua các năm:
- Năm 2000: 9509 người.
- Năm 2010: 9464 người.